# IC 1112
IC 1112 — галактика типу S (спіральна галактика) у сузір'ї Змія.
Цей об'єкт міститься в оригінальній редакції індексного каталогу.